# Ngamiland West
Ngamiland West est un sous-district du Botswana.

## Villes
- Beetsha
- Chukumuchu
- Eretsha
- Etsha 1
- Etsha 13
- Etsha 6
- Gani
- Gonutsuga
- Gudingwa
- Gumare
- Ikoga
- Kajaja
- Kauxwhi
- Mogomotho
- Mohembo East
- Mohembo West
- Mokgacha
- Ngarange
- Nokaneng
- Nxamasere
- Nxaunxau
- Qangwa
- Samochema
- Sekondomboro
- Sepopa
- Seronga
- Shakawe
- Tobere
- Tubu
- Xakao
- Xaxa
- Xhauga